# Les Baux-Sainte-Croix
Les Baux-Sainte-Croix ist eine französische Gemeinde mit 868 Einwohnern (Stand: 1. Januar 2022) im Département Eure in der Region Normandie. Sie gehört zum Arrondissement Évreux und zum Kanton Évreux-3.
Die Einwohner werden Bauxicrussiens und Bauxicrussiennes genannt.

## Geographie
Les Baux-Sainte-Croix liegt wenige Kilometer südlich des Stadtzentrums von Évreux.

### Nachbargemeinden
Umgeben ist Les Baux-Sainte-Croix von den Nachbargemeinden Arnières-sur-Iton im Norden, Angerville-la-Campagne im Nordosten, Guichainville im Osten, Le Plessis-Grohan im Süden und Südwesten sowie Les Ventes im Westen.

## Bevölkerungsentwicklung
| Jahr                       | 1962 | 1968 | 1975 | 1982 | 1990 | 1999 | 2006 | 2019 |
| Einwohner                  | 336  | 445  | 671  | 861  | 1097 | 1015 | 948  | 820  |
| Quellen: Cassini und INSEE |      |      |      |      |      |      |      |      |

## Sehenswürdigkeiten
- Die Steinreihe von Bruyères ist seit 1975 als Monument historique klassifiziert.

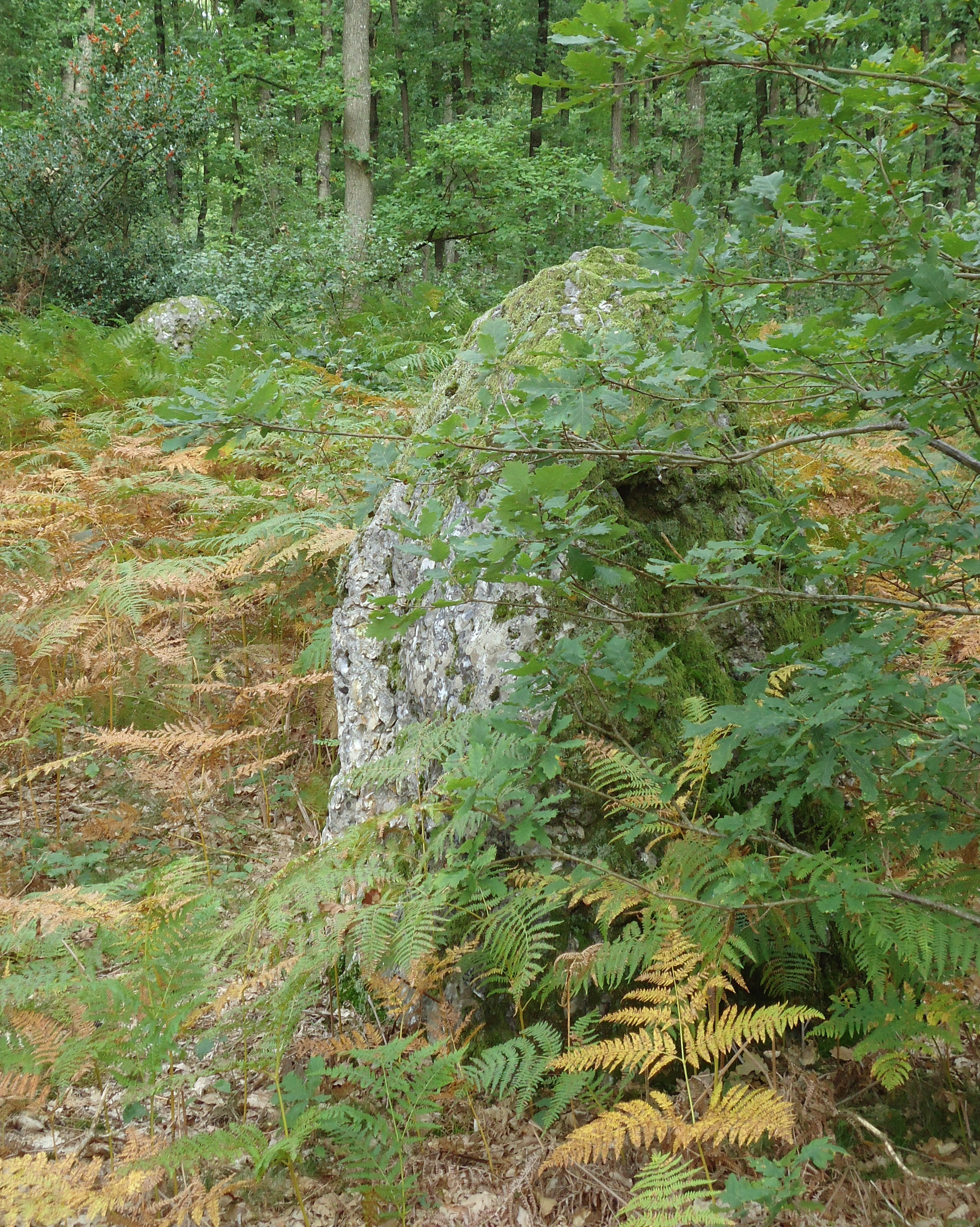
Menhir der Steinreihe

- Kirche Sainte-Croix
- Ruine der Kapelle Saint-Gaud